# Zalán Sárkány
Zalán Sárkány (Budapest, 15 de octubre de 2003) es un deportista húngaro que compite en natación, especialista en el estilo libre.
Ganó una medalla de oro en el Campeonato Mundial de Natación en Piscina Corta de 2024 y dos medallas de bronce en el Campeonato Europeo de Natación de 2024.
Estudió Gestión Deportiva en la Universidad Estatal de Arizona.

## Palmarés internacional
| Campeonato Mundial en Piscina Corta | Campeonato Mundial en Piscina Corta | Campeonato Mundial en Piscina Corta | Campeonato Mundial en Piscina Corta |
| Año                                 | Lugar                               | Medalla                             | Prueba                              |
| ----------------------------------- | ----------------------------------- | ----------------------------------- | ----------------------------------- |
| 2024                                | Budapest (Hungría)                  | Medalla de oro                      | 800 m libre                         |
| Campeonato Europeo                  |                                     |                                     |                                     |
| Año                                 | Lugar                               | Medalla                             | Prueba                              |
| 2024                                | Belgrado (Serbia)                   | Medalla de bronce                   | 800 m libre                         |
| 2024                                | Belgrado (Serbia)                   | Medalla de bronce                   | 1500 m libre                        |